# Rissopsis tuba
Rissopsis tuba is een slakkensoort uit de familie van de Iravadiidae. De wetenschappelijke naam van de soort is voor het eerst geldig gepubliceerd in 1977 door Kilburn.